# 劉秉直
刘秉直，字清臣，元朝大都武清（今河北武清县）人。
元顺帝至正八年（1348年）为卫辉路总管，在任平徭役，兴教化，养鳏寡，恤孤独。赈救灾民。在汴梁抓获了杀害汲县百姓张聚的盗贼，七月，拿出自己的俸禄赈济蝗灾受害的百姓。到任，因为亲人年老，辞官归乡侍养。